# Мырзахметов, Аскар Исабекович
Аска́р Исабе́кович Мырзахме́тов (каз. Асқар Исабекұлы Мырзахметов; род. 1 октября 1962, Чимкент) — казахстанский государственный деятель.

## Биография
Родился 1 октября 1962 года. 
Происходит из рода Шымыр племени дулат.
Окончил Алматинский зооветеринарный институт, целевую аспирантуру Всесоюзного научно-исследовательского института животноводства. По образованию — зооинженер, кандидат сельскохозяйственных наук.
Работал научным работником в системе Восточного отделения Всесоюзной академии сельскохозяйственных наук.
В 1991—1995 годах — вице-президент акционерного общества «Республиканская строительная биржа „Казахстан“» (президент — Сауат Мынбаев, другие вице-президенты — Зейнулла Какимжанов и Асия Сыргабекова), председатель Правления Ассоциации бирж Средней Азии и Казахстана, компании «Электронный магазин».
Генеральный директор инвестиционной фирмы «Tasmo» (1995—1996);
Генеральный директор АО «Агро-лизинг» (1996—1999);
Внештатный советник Премьер-министра Республики Казахстан (1997—1999);
Председатель совета Форума предпринимателей Казахстана (03.1999—08.1999);
Вице-министр сельского хозяйства Республики Казахстан (08.1999—06.2002);
В период с 1999 по 2002 год Аскар Мырзахметов возглавлял совет директоров, являлся членом советом директором «Продкорпорации».
С июня 2002 года — первый вице-министр сельского хозяйства Республики Казахстан.
Указом Президента Казахстана от 25 августа 2005 года назначен министром сельского хозяйства.
26 апреля 2006 года назначен Чрезвычайным и Полномочным Послом Республики Казахстан в Республике Узбекистан, в данной должности проработал до 18 сентября 2007 года.
С сентября 2007 по март 2009 года — руководитель АО "Национальная компания "Социально-предпринимательская корпорация «Онтустик» (г. Шымкент, Южно-Казахстанская область).
4 марта 2009 года назначен акимом Южно-Казахстанской области.
8 августа 2015 года освобождён от должности акима Южно-Казахстанской области и назначен первым заместителем Председателя партии «Нур Отан».
6 мая 2016 года назначен Министром сельского хозяйства Республики Казахстан.
14 июня 2016 года назначен заместителем премьер-министра и возглавил комиссию по земельным реформам, сохранив за собой и должность министра сельского хозяйства. 
15 декабря 2017 года освобождён от должности министра сельского хозяйства и вице-премьера.
С 10 января 2018 по 10 февраля 2020 года занимал должность акима Жамбылской области.

## Награды
- Орден Парасат (2018).[11]
- Орден «Курмет» (2010).
- Орден Дружбы (10 сентября 2013 года, Россия) — за большой вклад в укрепление дружбы и сотрудничества с Российской Федерацией, развитие научных и культурных связей[12].
- Медаль «20 лет независимости Республики Казахстан» (2011)[13].
- Государственная премия Республики Казахстан в области литературы и искусства (2014 года)[14]
- Почётный гражданин Жамбылской области (2020)[15]